# Franz Josef Schütky

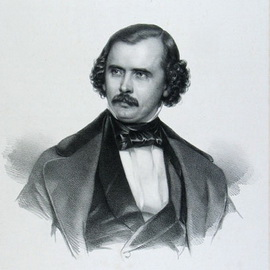
Franz Josef Schütky, gemalt von Joseph Achten

Franz Josef Schütky (* 30. Juli 1817 in Kratzau; † 9. Juni 1893 in Stuttgart) war ein aus Böhmen stammender Sänger (Bassbariton), Komponist, Chorleiter und Opernregisseur.

## Leben
Franz Josef Schütky wurde als Sohn eines Beamten im böhmischen Kratzau geboren. Sein Vater betätigte sich in seiner Freizeit als Laienschauspieler - eine Leidenschaft, die auch den Sohn ergriff. Schon früh zeigte sich auch Josefs musikalisches Talent. Er erhielt Violin- und Gesangsunterricht und sang bis zum Stimmbruch in der Kirche Solosopran. Daneben kam er in Kontakt mit der Bildenden Kunst und erhielt von Wenzel Führich Zeichenunterricht. Joseph Max weckte in ihm außerdem die Liebe zur Bildhauerei. Da er aber das Leinengeschäft seines Großvaters übernehmen sollte, erlernte er das Handwerk des Webers und arbeitete zunächst als Geselle in Komotau.
Aufgrund seiner schönen Stimme wurde Schütky dazu gedrängt, seinen Beruf aufzugeben und sich dem Gesang zu widmen. Schließlich ging er ans Konservatorium in Prag, wo er von 1837 bis 1840 bei Giovanni Gordigiani Gesangsausbildung erhielt. 1840 debütierte er am Landständischen Theater in Linz in der Titelrolle von Donizettis Oper Belisario. 1842 kehrte Schütky nach Prag zurück. Nachdem er in einer Konservatoriumsaufführung von Mozarts Oper Don Giovanni gesungen hatte, wurde er von Johann August Stöger für das Ständetheater verpflichtet. 1844 wechselte er an das Gräflich Skarbek'sche Theater in Lemberg. Das Lemberger Theater gehörte, neben denen in Prag und Budapest, zu den bedeutendsten Provinzbühnen der Habsburgermonarchie. Dort konnte Schütky große Erfolge feiern, und zwar sowohl beim Publikum als auch bei der Kritik, die ihn als „Perle unserer Oper“ bezeichnete. Aufgrund politischer Unruhen (die zwei Jahre später zur Revolution von 1848 führten) musste er die Stadt jedoch bereits 1846 wieder verlassen. Auf Empfehlung des bekannten Bassisten Josef Staudigl kam Schütky als dessen Vertreter an das von Franz Pokorny geleitete Theater an der Wien. Dort blieb er bis 1848, als Pokorny aufgrund finanzieller Schwierigkeiten dem gesamten Ensemble kündigen musste. Nachdem Schütky kurz das Stadttheater Salzburg geleitet hatte, ging er 1849 nach Hamburg an das dortige Stadttheater. Bis 1854 trat er dort etwa 800 Mal auf. Dabei sang er 70 Partien in 59 verschiedenen Opern. 1853 vertrat er auf Empfehlung von Mathilde von Marlow, die ihn aus ihrer Hamburger Zeit kannte, als Gastsänger am Königlichen Hoftheater in Stuttgart den Bariton Johann Baptist Pischek. Bereits sein erster Auftritt in Die Hugenotten von Giacomo Meyerbeer war ein sehr großer Erfolg, was den Tenor Heinrich Sontheim zu der Bemerkung veranlasste:

„Kommt der Schütky von Hamburg und singt hier die ganz nebensächliche Rolle des St. Bris und erhält mehr Beifall als die Valentine, der Raoul und Marcell mit einander.“

Im darauf folgenden Jahr wechselte Schütky endgültig nach Stuttgart, wo er bis zu seinem Tod fast 40 Jahre später bleiben sollte. Er sang 138 Partien in 120 Opern (auch bei zahlreichen Gastspielen in Prag und verschiedenen deutschen Städten). Dabei lagen ihm nach Aussage von Adolf Palm vor allem Rollen mit „dämonisch-düsterem Kolorit“ wie etwa der Pizarro in Fidelio, der Kaspar in Der Freischütz, Mephisto in Faust oder die Titelrolle in Der fliegende Holländer, komödiantische Rollen dagegen weniger.
Ab 1862 war Schütky zusätzlich als Opernregisseur tätig. Außerdem übersetzte er mehrere fremdsprachige Opernlibretti ins Deutsche.
Neben seiner Bühnenarbeit trat er häufig als Konzert- und Oratoriensänger auf, vor allem in Aufführungen des Vereins für Klassische Kirchenmusik.
Ab 1858 leitete Schütky den Kirchenchor der Stadtpfarrkirche St. Eberhard. 1867 war er Mitbegründer und anschließend langjähriger Leiter des Württembergischen Cäcilienvereins. Von 1868 bis 1872 lehrte er außerdem am Stuttgarter Konservatorium.
Schütky genoss in Stuttgart enorme Popularität. Er starb im Alter von 75 Jahren in Stuttgart. Sein Grab befindet sich auf dem Pragfriedhof.
Zwei Töchter von Franz Josef Schütky wurden ebenfalls Sängerinnen, nämlich die Sopranistinnen Fernande Anna Schütky (1845–1889) und Amélie Schmautz-Schütky (* 1856).

## Kompositorisches Schaffen
Franz Josef Schütky komponierte vor allem Musik für den Gebrauch im Gottesdienst, darunter 7 Messen, ein Te Deum und verschiedene Gradualien, aber auch weltliche Lieder und Chöre. Mehrere seiner Werke erschienen noch zu seinen Lebzeiten im Ebner-Verlag in Stuttgart und wurden nicht nur in Deutschland, sondern auch in der Schweiz und in Amerika häufig gesungen.
Ein erheblicher Teil von Schütkys musikalischem Nachlass ging im Zweiten Weltkrieg verloren.
Sein heute noch populärstes Werk ist wohl das siebenstimmige Pfingstgraduale Emitte Spiritum. 1997 erschien darüber hinaus beim Carus-Verlag seine Missa in d op. 7.

## Werke (Auswahl)
Geistliche Werke
- Dies Sanctificatus (Weihnachtsgraduale) op. 4
- Zum Herzen Mariä für dreistimmigen Frauenchor op. 5 No. 2
- Benedicta et venerabilis es (Graduale) für gemischten siebenstimmigen Chor SSATTBB op. 6
- Missa in d für gemischten Chor (SATB) a cappella op. 7
- Emitte spiritum (Graduale und Alleluja am Pfingstsonntag) für siebenstimmigen gemischten Chor SSATTBB op. 8
- Trauungslied für vierstimmigen gemischten Chor op. 10
- Zwei Lieder für gemischten Chor op. 28[6]
  - Abendfeier in Venedig: „Ave Maria! Meer und Himmel ruh’n“
  - Weihnachtslied: „O selige Nacht“
- Ave Maria für Sopransolo und Frauenchor mit Orgel op. 45
- Missa solemnis in F-Dur

Weltliche Werke
- 6 Lieder (Text: Heinrich Heine) op. 11 (1866)
  - Ich hab' im Traum geweinet
  - Wenn ich in deine Augen seh
  - Ich grolle nicht
  - Der Liebsten Lied
  - Wasserfahrt
  - Die Botschaft
- Die Heimführung (Text: Heinrich Heine) (Duett) op. 16
- Schön-Rohtraut (Text: Eduard Mörike) (1880)
- Drei Lieder für 1 Singstimme mit Pianoforte op. 22
  - Leb’ wohl
  - Sehnsucht
  - Ich stand am Meer
- Zwei Lieder für gemischten Chor op. 25[6]
  - Morgens im Walde
  - Der Lenz
- Wer’s nur verstände! (Text: Robert Reinick) op. 26 (1886)
- Zwei Lieder für Männerchor op. 27[6]
  - Gesellenlied: „Kein Meister fällt vom Himmel“
  - Volkslied: „Und wenn mein Schatz nicht bei mir ist“
- Metzelsuppenlied (Text: Ludwig Uhland) für Männerchor op. 29[6]
- Wanderlieder von Ludwig Uhland für 1 Singstimme mit Pianofortebegleitung op. 30
  - Lebewohl
  - Scheiden und Meiden
  - In der Ferne
  - Morgenlied
  - Nachtreise
  - Winterreise
  - Abreise
  - Einkehr
  - Heimkehr
- Fünf Grablieder für 4 Männerstimmen op. 36[6]
  - O selig, wer das Heil erwirbt
  - (Nach der Beerdigung) Frieden über dein Grab
  - (Am Grabe eines nach langer Krankheit Verstorbenen) Ins Paradies der ew’gen Freuden
  - O schweigt, ihr bangen Trauerklagen
  - So gräbt man dich unter die Erden

## Ehrungen
- Ernennung zum Kammersänger (1865)[5]
- Große Goldene Medaille für Kunst und Wissenschaft am Bande des Ordens der Württembergischen Krone (1874)[5]
- Württembergischer Friedrichs-Orden I. Klasse[2]
- Ritterkreuz des Franz-Joseph-Ordens (1880)[2]
- Ehrenbürger von Kratzau (1890)[2]